# Waldyr Geraldo Boccardo
Waldyr Geraldo Boccardo (São Manuel, 28 gennaio 1936 – Rio de Janeiro, 18 novembre 2018) è stato un cestista brasiliano.

## Carriera
Con il Brasile ha disputato i Campionati mondiali del 1959 e i Giochi olimpici di Roma 1960.